# Блањак
Блањак (фр. Blagnac) насеље је и општина у јужној Француској у региону Миди Пирене, у департману Горња Гарона која припада префектури Тулуз.
По подацима из 2011. године у општини је живело 22.217 становника, а густина насељености је износила 1316,17 становника/km². Општина се простире на површини од 16,88 km². Налази се на средњој надморској висини од 135 метара (максималној 153 m, а минималној 119 m).

## Демографија
| 1962. | 1968. | 1975.  | 1982.  | 1990.  | 1999.  | 2011.  |
| ----- | ----- | ------ | ------ | ------ | ------ | ------ |
| 5.320 | 8.417 | 11.651 | 14.929 | 17.209 | 20.586 | 22.217 |

График промене броја становника у току последњих година